# Trnava pri Laborci
Trnava pri Laborci (in ungherese Tarna) è un comune della Slovacchia facente parte del distretto di Michalovce, nella regione di Košice.